# ماكس شوبرت
ماكس شوبرت (بالإنجليزية: Max Schubert)‏ هو مزارع الكروم أسترالي، ولد في 9 فبراير 1915 في Moculta, South Australia ‏ في أستراليا، وتوفي في 6 مارس 1994.